# Thiers Communauté
Die Thiers Communauté ist ein ehemaliger französischer Gemeindeverband mit der Rechtsform einer Communauté de communes im Département Puy-de-Dôme in der Region Auvergne-Rhône-Alpes. Sie wurde am 10. Dezember 1999 gegründet und umfasste vier Gemeinden. Der Verwaltungssitz befand sich im Ort Thiers.

## Historische Entwicklung
Mit Wirkung vom 1. Januar 2017 fusionierte der Gemeindeverband mit  
- Communauté de communes Entre Allier et Bois Noirs,
- Communauté de communes de la Montagne Thiernoise sowie
- Communauté de communes du Pays de Courpière

und bildete so die Nachfolgeorganisation Communauté de communes Thiers Dore et Montagne.

## Ehemalige Mitgliedsgemeinden
1. Dorat
2. Escoutoux
3. Saint-Rémy-sur-Durolle
4. Thiers